# Liste des cours d'eau du bassin du lac Saint-Pierre
Cette liste répertorie les principaux cours d'eau du bassin versant du lac Saint-Pierre.
| Nom                          | Confluence                   | Localité de confluence       | Coordonnées de confluence    | Localité du crénon            | Coordonnées du crénon        | Longueur (km) |
| ---------------------------- | ---------------------------- | ---------------------------- | ---------------------------- | ----------------------------- | ---------------------------- | ------------- |
| Black River                  | Rivière Magog                | Newport                      | 44° 55′ 28″ N, 72° 12′ 47″ O | Comté d'Orleans               | 44° 36′ 54″ N, 72° 21′ 41″ O | 63            |
| Branche Brownington          | Rivière Willoughby           | Brownington                  | 44° 49′ 01″ N, 72° 09′ 08″ O | Westmore                      | 44° 48′ 46″ N, 72° 03′ 25″ O | 12,7          |
| Branche à Gauche             | Rivière Mastigouche          | Mandeville                   | 46° 24′ 37″ N, 73° 24′ 38″ O | Saint-Damien                  | 46° 23′ 56″ N, 73° 29′ 14″ O | 7,5           |
| Chenal Tardif (d)            | Lac Saint-Pierre             | Pierreville                  | 46° 07′ 58″ N, 72° 52′ 25″ O | Pierreville                   | 46° 04′ 39″ N, 72° 50′ 31″ O | 10            |
| Petite rivière Bellevue (d)  | Rivière Lemoine              | Sainte-Victoire-de-Sorel     | 45° 55′ 22″ N, 73° 05′ 19″ O | Sainte-Victoire-de-Sorel      | 45° 57′ 13″ N, 73° 01′ 47″ O | 7             |
| Petite rivière du Loup       | Rivière du Loup              | Louiseville                  | 46° 13′ 46″ N, 72° 55′ 59″ O | Sainte-Angèle-de-Prémont      | 46° 22′ 28″ N, 73° 04′ 15″ O | 30,6          |
| Petite rivière Noire         | Rivière Saint-François       | Saint-Pie-de-Guire           | 46° 00′ 52″ N, 72° 40′ 59″ O | Saint-Bonaventure             | 45° 58′ 49″ N, 72° 38′ 11″ O | 7             |
| Petite rivière Pot au Beurre | Rivière Pot au Beurre        | Yamaska                      | 46° 02′ 57″ N, 72° 59′ 01″ O | Yamaska                       | 45° 59′ 29″ N, 72° 59′ 01″ O | 8             |
| Petite rivière Yamachiche    | Lac Saint-Pierre             | Yamachiche                   | 46° 15′ 45″ N, 72° 50′ 06″ O | Charette                      | 46° 26′ 05″ N, 72° 54′ 56″ O | 34,6          |
| Rivière à la Barbue          | Rivière Yamaska              | Saint-Damase                 | 45° 29′ 01″ N, 72° 58′ 53″ O | Ange-Gardien                  | 45° 20′ 43″ N, 72° 53′ 39″ O | 32            |
| Rivière Barton               | Rivière Magog                | Coventry                     | 44° 54′ 24″ N, 72° 12′ 28″ O | Comté d'Orleans               | 44° 44′ 44″ N, 72° 10′ 19″ O | 35            |
| Rivière Bayonne              | Archipel du Lac Saint-Pierre | Berthierville                | 46° 05′ 21″ N, 73° 09′ 58″ O | Saint-Gabriel-de-Brandon      | 46° 17′ 25″ N, 73° 26′ 30″ O | 56            |
| Rivière Bellevue (d)         | Rivière Pot au Beurre        | Yamaska                      | 46° 02′ 01″ N, 73° 00′ 46″ O | Saint-Robert                  | 45° 58′ 02″ N, 73° 01′ 36″ O | 8             |
| Rivière Bernier              | Rivière Saint-François       | Stratford                    | 45° 46′ 52″ N, 71° 20′ 35″ O | Stratford                     | 45° 46′ 41″ N, 71° 14′ 43″ O | 10,5          |
| Rivière Berthier             | Rivière Bayonne              | Saint-Cléophas-de-Brandon    | 46° 13′ 14″ N, 73° 26′ 02″ O | Saint-Jean-de-Matha           | 46° 15′ 42″ N, 73° 28′ 23″ O | 12            |
| Rivière Bisby                | Rivière Saint-François       | Disraeli                     | 45° 54′ 53″ N, 71° 22′ 03″ O | Saint-Joseph-de-Coleraine     | 45° 57′ 06″ N, 71° 18′ 40″ O | 6             |
| rivière Blanche              | rivière Maskinongé           | Saint-Didace                 | 46° 19′ 32″ N, 73° 16′ 23″ O | Saint-Édouard-de-Maskinongé   | 46° 22′ 36″ N, 73° 09′ 38″ O | 15            |
| Rivière aux Bluets           | Rivière Saint-François       | Lambton                      | 45° 55′ 47″ N, 71° 08′ 52″ O | Adstock                       | 45° 48′ 48″ N, 70° 50′ 24″ O | 40            |
| Rivière aux Bluets Sud       | Rivière aux Bluets           | Courcelles                   | 45° 52′ 10″ N, 70° 59′ 25″ O | Saint-Sébastien               | 45° 47′ 01″ N, 70° 57′ 02″ O | 14            |
| Rivière Bulstrode            | Rivière Nicolet              | Saint-Samuel                 | 46° 02′ 45″ N, 72° 15′ 12″ O | Saint-Fortunat                | 45° 57′ 06″ N, 71° 34′ 28″ O | 93            |
| Rivière au Canard            | rivière Saint-François       | Weedon                       | 45° 43′ 04″ N, 71° 25′ 21″ O | Saints-Martyrs-Canadiens      | 45° 47′ 17″ N, 71° 31′ 43″ O | 16            |
| Rivière Carmel               | Rivière Nicolet Sud-Ouest    | La Visitation-de-Yamaska     | 46° 06′ 49″ N, 72° 33′ 55″ O | Sainte-Perpétue               | 46° 04′ 56″ N, 72° 27′ 10″ O | 14            |
| Rivière Chacoura             | Rivière du Loup              | Louiseville                  | 46° 16′ 39″ N, 72° 55′ 18″ O | Sainte-Angèle-de-Prémont      | 46° 23′ 51″ N, 73° 01′ 59″ O | 24,2          |
| Rivière la Chaloupe          | Archipel du Lac Saint-Pierre | Sainte-Geneviève-de-Berthier | 46° 04′ 01″ N, 73° 10′ 52″ O | Notre-Dame-de-Lourdes         | 46° 03′ 58″ N, 73° 26′ 47″ O | 56            |
| Rivière Chesham              | Rivière au Saumon            | La Patrie                    | 45° 22′ 36″ N, 71° 10′ 38″ O | Notre-Dame-des-Bois           | 45° 26′ 12″ N, 71° 03′ 19″ O | 18            |
| rivière Chibouet             | rivière Yamaska              | Saint-Hugues                 | 45° 47′ 02″ N, 72° 52′ 23″ O | Sainte-Hélène-de-Bagot        | 45° 42′ 50″ N, 72° 41′ 29″ O | 36            |
| Rivière Chicot               | Archipel du Lac Saint-Pierre | Saint-Cuthbert               | 46° 07′ 50″ N, 73° 06′ 48″ O | Saint-Didace                  | 46° 18′ 24″ N, 73° 15′ 33″ O | 39            |
| Rivière Clifton              | Rivière Saint-François       | Newport                      | 45° 19′ 58″ N, 71° 32′ 42″ O | Saint-Isidore-de-Clifton      | 45° 13′ 04″ N, 71° 27′ 55″ O | 20            |
| Rivière Clyde                | Rivière Magog                | Newport                      | 44° 56′ 15″ N, 72° 12′ 23″ O | Brighton                      | 44° 48′ 20″ N, 71° 51′ 22″ O | 48            |
| Rivière Coaticook            | Rivière Massawippi           | Coaticook                    | 45° 08′ 20″ N, 71° 48′ 30″ O | comté d'Essex                 | 44° 57′ 12″ N, 71° 51′ 00″ O | 70            |
| Rivière Colbert              | Lac Saint-Pierre             | Baie-du-Febvre               | 46° 08′ 56″ N, 72° 46′ 24″ O | Saint-Elphège                 | 46° 06′ 07″ N, 72° 44′ 30″ O | 8             |
| Rivière Coleraine            | Rivière Saint-François       | Disraeli                     | 45° 56′ 44″ N, 71° 22′ 43″ O | Saint-Joseph-de-Coleraine     | 45° 59′ 18″ N, 71° 23′ 01″ O | 6             |
| Rivière Coulombe             | Rivière Saint-François       | Beaulac-Garthby              | 45° 49′ 32″ N, 71° 23′ 43″ O | Saints-Martyrs-Canadiens      | 45° 50′ 52″ N, 71° 30′ 58″ O | 14            |
| Rivière Coulombe Nord        | Rivière Coulombe             | Beaulac-Garthby              | 45° 50′ 34″ N, 71° 25′ 25″ O | Disraeli                      | 45° 52′ 52″ N, 71° 27′ 53″ O | 8             |
| Rivière Danville             | Rivière Landry               | Danville                     | 45° 45′ 51″ N, 72° 02′ 01″ O | Saint-Georges-de-Windsor      | 45° 41′ 12″ N, 71° 54′ 53″ O | 18            |
| Rivière David                | Rivière Yamaska              | Saint-David                  | 45° 58′ 16″ N, 72° 53′ 59″ O | Saint-Eugène                  | 45° 54′ 31″ N, 72° 42′ 36″ O | 33            |
| Rivière Delorme (d)          | Rivière Yamaska              | Saint-Hyacinthe              | 45° 41′ 02″ N, 72° 55′ 04″ O | Saint-Hyacinthe               | 45° 39′ 37″ N, 72° 51′ 35″ O | 8             |
| Rivière des Écossais         | Rivière du Sud-Ouest         | Saint-Césaire                | 45° 23′ 34″ N, 73° 00′ 16″ O | Sainte-Brigide-d'Iberville    | 45° 18′ 11″ N, 73° 02′ 16″ O | 13            |
| Rivière des Frères           | Lac Saint-Pierre             | Baie-du-Febvre               | 46° 09′ 58″ N, 72° 43′ 55″ O | Baie-du-Febvre                | 46° 06′ 23″ N, 72° 42′ 04″ O | 4             |
| Rivière Ditton               | Rivière au Saumon            | La Patrie                    | 45° 23′ 27″ N, 71° 12′ 31″ O | Chartierville                 | 45° 18′ 22″ N, 71° 10′ 37″ O | 13            |
| Rivière Ditton Est           | Rivière Ditton               | Chartierville                | 45° 17′ 56″ N, 71° 10′ 09″ O | Chartierville                 | 45° 14′ 56″ N, 71° 10′ 43″ O | 9             |
| Rivière Ditton Ouest         | Rivière Ditton               | Chartierville                | 45° 18′ 22″ N, 71° 10′ 39″ O | Chartierville                 | 45° 17′ 09″ N, 71° 12′ 40″ O | 4,5           |
| Rivière Duncan               | Rivière Noire                | Upton                        | 45° 40′ 52″ N, 72° 38′ 52″ O | Saint-Nazaire-d'Acton         | 45° 44′ 51″ N, 72° 35′ 41″ O | 13            |
| Rivière Eaton                | Rivière Saint-François       | East Angus                   | 45° 28′ 20″ N, 71° 39′ 06″ O | Saint-Isidore-de-Clifton      | 45° 14′ 29″ N, 71° 23′ 24″ O | 48            |
| Rivière Eaton Nord           | Rivière Saint-François       | Cookshire-Eaton              | 45° 23′ 55″ N, 71° 35′ 12″ O | Newport                       | 45° 21′ 42″ N, 71° 15′ 32″ O | 36            |
| Rivière à l'Eau Claire       | Rivière du Loup              | Saint-Alexis-des-Monts       | 46° 31′ 49″ N, 73° 07′ 07″ O | Saint-Alexis-des-Monts        | 46° 32′ 45″ N, 73° 07′ 07″ O | 4             |
| rivière aux Écorces          | rivière du Loup              | Saint-Alexis-des-Monts       | 46° 26′ 40″ N, 73° 09′ 02″ O | Saint-Alexis-des-Monts        | 46° 35′ 45″ N, 73° 20′ 31″ O | 34            |
| Rivière Gosselin             | Rivière Nicolet              | Victoriaville                | 46° 02′ 24″ N, 71° 56′ 18″ O | Saint-Christophe-d'Arthabaska | 46° 01′ 46″ N, 71° 48′ 59″ O | 18            |
| Rivière aux Herbages         | Lac Brompton                 | Orford                       | 45° 22′ 57″ N, 72° 09′ 06″ O | Orford                        | 45° 26′ 02″ N, 72° 11′ 46″ O | 10            |
| rivière des Îles             | rivière du Loup              | Saint-Alexis-des-Monts       | 46° 39′ 35″ N, 73° 19′ 19″ O | Baie-de-la-Bouteille          | 46° 41′ 15″ N, 73° 29′ 24″ O | 30,8          |
| Rivière Jaune                | Rivière Yamaska              | Acton Vale                   | 45° 36′ 23″ N, 72° 33′ 21″ O | Saint-Théodore-d'Acton        | 45° 34′ 45″ N, 72° 25′ 26″ O | 16            |
| Rivière Johns (Vermont)      | Rivière Magog                | Derby                        | 44° 59′ 43″ N, 72° 10′ 57″ O | Derby                         | 44° 58′ 36″ N, 72° 05′ 29″ O | 11            |
| Rivière du Lac Gauthier      | Branche à Gauche             | Saint-Damien                 | 46° 24′ 11″ N, 73° 29′ 00″ O | Saint-Zénon                   | 46° 27′ 38″ N, 73° 35′ 48″ O | 14            |
| Rivière Lafont               | Rivière Nicolet Sud-Ouest    | Sainte-Perpétue              | 46° 02′ 47″ N, 72° 25′ 11″ O | Saint-Léonard-d'Aston         | 46° 04′ 47″ N, 72° 24′ 37″ O | 8             |
| rivière Landry               | rivière Nicolet Sud-Ouest    | Danville                     | 45° 48′ 13″ N, 72° 01′ 31″ O | Cleveland                     | 45° 41′ 56″ N, 72° 03′ 58″ O | 18            |
| Rivière Lemoine              | Rivière Pot au Beurre        | Sainte-Victoire-de-Sorel     | 45° 56′ 18″ N, 73° 05′ 46″ O | Saint-Louis                   | 45° 53′ 36″ N, 73° 02′ 33″ O | 9             |
| Rivière Lévesque             | Lac Saint-Pierre             | Baie-du-Febvre               | 46° 08′ 26″ N, 72° 48′ 06″ O | Saint-Elphège                 | 46° 04′ 37″ N, 72° 44′ 28″ O | 9,6           |
| rivière du Loup              | lac Saint-Pierre             | Louiseville                  | 46° 13′ 10″ N, 72° 55′ 27″ O | Saint-Alexis-des-Monts        | 46° 45′ 47″ N, 73° 23′ 59″ O | 137           |
| Rivière aux Loutres (d)      | Lac Saint-Pierre             | Trois-Rivières               | 46° 17′ 10″ N, 72° 44′ 25″ O | Trois-Rivières                | 46° 18′ 33″ N, 72° 46′ 06″ O | 4             |
| Rivière Machiche             | Rivière Yamachiche           | Saint-Étienne-des-Grès       | 46° 26′ 34″ N, 72° 48′ 34″ O | Saint-Mathieu-du-Parc         | 46° 35′ 00″ N, 72° 51′ 32″ O | 28,3          |
| rivière Magog                | rivière Saint-François       | Sherbrooke                   | 45° 24′ 18″ N, 71° 53′ 28″ O | Magog                         | 45° 14′ 51″ N, 72° 10′ 52″ O | 33            |
| Rivière Mandeville           | Rivière Maskinongé           | Mandeville                   | 46° 20′ 22″ N, 73° 19′ 55″ O | Mandeville                    | 46° 25′ 38″ N, 73° 21′ 15″ O | 16,6          |
| rivière Maskinongé           | lac Saint-Pierre             | Maskinongé                   | 46° 09′ 48″ N, 73° 01′ 06″ O | Saint-Gabriel-de-Brandon      | 46° 19′ 16″ N, 73° 21′ 42″ O | 52            |
| rivière Massawippi           | rivière Saint-François       | Sherbrooke                   | 45° 22′ 05″ N, 71° 51′ 03″ O | North Hatley                  | 45° 16′ 33″ N, 71° 58′ 28″ O | 19            |
| Rivière Mastigouche          | Rivière Maskinongé           | Mandeville                   | 46° 19′ 58″ N, 73° 23′ 31″ O | Saint-Zénon                   | 46° 33′ 52″ N, 73° 44′ 55″ O | 60            |
| Rivière Mastigouche Nord     | Rivière Mastigouche          | Mandeville                   | 46° 24′ 40″ N, 73° 24′ 38″ O | Baie-de-la-Bouteille          | 46° 38′ 58″ N, 73° 38′ 50″ O | 46            |
| Rivière Matambin             | Lac Maskinongé               | Saint-Gabriel-de-Brandon     | 46° 19′ 58″ N, 73° 24′ 36″ O | Saint-Damien                  | 46° 19′ 38″ N, 73° 31′ 45″ O | 14            |
| Rivière Moe                  | Rivière aux Saumons          | Sherbrooke                   | 45° 19′ 07″ N, 71° 49′ 27″ O | East Hereford                 | 45° 05′ 59″ N, 71° 38′ 35″ O | 38            |
| Rivière Moose                | Rivière Saint-François       | Beaulac-Garthby              | 45° 51′ 27″ N, 71° 22′ 03″ O | Disraeli                      | 45° 54′ 10″ N, 71° 24′ 57″ O | 10            |
| Rivière Nicolet              | Lac Saint-Pierre             | Nicolet                      | 46° 15′ 18″ N, 72° 39′ 09″ O | Saints-Martyrs-Canadiens      | 45° 49′ 20″ N, 71° 35′ 31″ O | 137           |
| Rivière Nicolet Centre       | Rivière Nicolet Sud-Ouest    | Wotton                       | 45° 46′ 29″ N, 71° 50′ 30″ O | Dudswell                      | 45° 40′ 28″ N, 71° 36′ 37″ O | 32            |
| Rivière Nicolet Nord-Est     | Rivière Nicolet Sud-Ouest    | Wotton                       | 45° 46′ 39″ N, 71° 49′ 32″ O | Saint-Adrien                  | 45° 49′ 10″ N, 71° 45′ 06″ O | 14            |
| Rivière Nicolet Sud-Ouest    | Rivière Nicolet              | Nicolet                      | 46° 13′ 00″ N, 72° 36′ 05″ O | Dudswell                      | 45° 39′ 48″ N, 71° 38′ 28″ O | 150           |
| Rivière Niger                | Rivière Tomifobia            | Hatley                       | 45° 09′ 55″ N, 72° 01′ 55″ O | Coaticook                     | 45° 02′ 13″ N, 71° 54′ 41″ O | 24            |
| Rivière Noire                | Rivière Yamaska              | Saint-Pie                    | 45° 32′ 46″ N, 72° 57′ 45″ O | Stukely-Sud                   | 45° 22′ 28″ N, 72° 26′ 47″ O | 103           |
| Rivière Noire                | Rivière Bulstrode            | Saint-Valère                 | 46° 04′ 17″ N, 72° 08′ 00″ O | Princeville                   | 46° 07′ 48″ N, 71° 57′ 38″ O | 14            |
| Rivière l'Ormière            | Rivière Maskinongé           | Maskinongé                   | 46° 12′ 41″ N, 73° 01′ 50″ O | Saint-Justin                  | 46° 17′ 05″ N, 73° 07′ 02″ O | 12,5          |
| Rivière Pherrins             | Rivière Clyde                | Brighton                     | 44° 48′ 40″ N, 71° 53′ 21″ O | Warren's Gore                 | 44° 54′ 29″ N, 71° 52′ 55″ O | 13            |
| Rivière des Pins             | Rivière Nicolet              | Saint-Albert                 | 46° 00′ 29″ N, 72° 02′ 36″ O | Tingwick                      | 45° 54′ 06″ N, 71° 51′ 22″ O | 37            |
| Rivière Pot au Beurre        | Rivière Yamaska              | Yamaska                      | 46° 04′ 50″ N, 72° 57′ 06″ O | Sainte-Victoire-de-Sorel      | 45° 56′ 18″ N, 73° 05′ 47″ O | 23            |
| Rivière au Rat               | Rivière Saint-François       | Weedon                       | 45° 42′ 18″ N, 71° 26′ 06″ O | Weedon                        | 45° 43′ 43″ N, 71° 22′ 23″ O | 8             |
| Rivière le Renne             | Rivière Noire                | Upton                        | 45° 40′ 52″ N, 72° 38′ 52″ O | Maricourt                     | 45° 33′ 55″ N, 72° 19′ 58″ O | 52            |
| Rivière du Roi               | Rivière du Loup              | Saint-Paulin                 | 46° 26′ 10″ N, 73° 03′ 04″ O | Saint-Paulin                  | 46° 29′ 22″ N, 73° 02′ 16″ O | 8,1           |
| Rivière des Rosiers          | Rivière Nicolet              | Saint-Albert                 | 45° 59′ 12″ N, 72° 07′ 16″ O | Tingwick                      | 45° 52′ 13″ N, 71° 52′ 08″ O | 35            |
| Rivière Rouge                | Rivière Noire                | Lawrenceville                | 45° 26′ 11″ N, 72° 21′ 30″ O | Bonsecours                    | 45° 24′ 37″ N, 72° 15′ 32″ O | 16            |
| Rivière Rouge                | Rivière au Saumon            | Lingwick                     | 45° 38′ 27″ N, 71° 22′ 39″ O | Milan                         | 45° 36′ 38″ N, 71° 11′ 36″ O | 22            |
| Rivière Rouge                | Rivière Blanche              | Saint-Didace                 | 46° 23′ 29″ N, 73° 12′ 24″ O | Mandeville                    | 46° 26′ 07″ N, 73° 17′ 15″ O | 11,3          |
| Rivière aux Sables           | Lac Saint-Pierre             | Trois-Rivières               | 46° 16′ 50″ N, 72° 40′ 37″ O | Trois-Rivières                | 46° 21′ 45″ N, 72° 39′ 15″ O | 11            |
| Rivière Sacacomie            | Rivière du Loup              | Saint-Alexis-des-Monts       | 46° 27′ 44″ N, 73° 08′ 33″ O | Saint-Alexis-des-Monts        | 46° 30′ 48″ N, 73° 12′ 41″ O | 31            |
| Rivière Saint-Louis          | Rivière Yamaska              | Yamaska                      | 46° 01′ 34″ N, 72° 55′ 15″ O | Saint-Aimé                    | 45° 52′ 29″ N, 72° 59′ 40″ O | 27            |
| Rivière Saint-François       | Lac Saint-Pierre             | Pierreville                  | 46° 07′ 09″ N, 72° 55′ 28″ O | Saint-Joseph-de-Coleraine     | 45° 56′ 44″ N, 71° 16′ 39″ O | 200           |
| Rivière Saint-Germain        | Rivière Saint-François       | Drummondville                | 45° 54′ 08″ N, 72° 29′ 56″ O | Durham-Sud                    | 45° 41′ 36″ N, 72° 20′ 35″ O | 46            |
| Rivière Saint-Louis          | Rivière du Loup              | Saint-Paulin                 | 46° 24′ 10″ N, 73° 29′ 01″ O | Saint-Paulin                  | 46° 27′ 43″ N, 73° 35′ 48″ O | 7,5           |
| Rivière Saint-Zéphirin       | Rivière Nicolet Sud-Ouest    | La Visitation-de-Yamaska     | 46° 07′ 54″ N, 72° 35′ 54″ O | Drummondville                 | 45° 59′ 25″ N, 72° 34′ 50″ O | 20            |
| Rivière Sainte-Catherine     | Rivière Chicot               | Sainte-Geneviève-de-Berthier | 46° 07′ 17″ N, 73° 09′ 46″ O | Saint-Cuthbert                | 46° 11′ 40″ N, 73° 17′ 31″ O | 17            |
| Rivière Salvail              | Rivière Yamaska              | Saint-Louis                  | 45° 49′ 30″ N, 72° 57′ 39″ O | La Présentation               | 45° 38′ 25″ N, 73° 06′ 02″ O | 31            |
| Rivière Sans Bout            | rivière Saint-François       | Saint-Alexis-des-Monts       | 46° 38′ 11″ N, 73° 22′ 36″ O | Saint-Alexis-des-Monts        | 46° 42′ 26″ N, 73° 35′ 56″ O | 30            |
| Rivière des Saults (d)       | Rivière Nicolet Sud-Ouest    | Sainte-Brigitte-des-Saults   | 46° 01′ 37″ N, 72° 29′ 18″ O | Saint-Cyrille-de-Wendover     | 45° 54′ 19″ N, 72° 21′ 21″ O | 26            |
| Rivière au Saumon            | Rivière Saint-François       | Melbourne                    | 45° 37′ 36″ N, 72° 07′ 00″ O | Saint-Denis-de-Brompton       | 45° 28′ 17″ N, 72° 07′ 56″ O | 25            |
| Rivière au Saumon            | Rivière Saint-François       | Weedon                       | 45° 40′ 58″ N, 71° 26′ 43″ O | Notre-Dame-des-Bois           | 45° 19′ 43″ N, 71° 00′ 26″ O | 80            |
| Rivière aux Saumons          | Rivière Massawippi           | Sherbrooke                   | 45° 21′ 11″ N, 71° 51′ 30″ O | Coaticook                     | 45° 11′ 11″ N, 71° 33′ 17″ O | 44            |
| Rivière du Sept              | Rivière Machiche             | Saint-Étienne-des-Grès       | 46° 27′ 48″ N, 72° 49′ 39″ O | Saint-Boniface                | 46° 32′ 03″ N, 72° 51′ 36″ O | 11            |
| Rivière Stoke                | Rivière Watopeka             | Val-Joli                     | 45° 34′ 46″ N, 71° 57′ 45″ O | Dudswell                      | 45° 39′ 07″ N, 71° 37′ 16″ O | 49            |
| Rivière du Sud-Ouest         | Rivière Yamaska              | Saint-Césaire                | 45° 23′ 34″ N, 73° 00′ 17″ O | Sainte-Brigide-d'Iberville    | 45° 16′ 40″ N, 73° 03′ 38″ O | 16            |
| Rivière Tomifobia            | Rivière Saint-François       | Hatley                       | 45° 11′ 13″ N, 72° 01′ 35″ O | Barnston-Ouest                | 45° 01′ 51″ N, 71° 57′ 20″ O | 60            |
| Rivière Ulverton             | Rivière Saint-François       | Ulverton                     | 45° 44′ 11″ N, 72° 14′ 11″ O | Maricourt                     | 45° 33′ 02″ N, 72° 17′ 57″ O | 44            |
| Rivière aux Vaches           | Rivière Saint-François       | Saint-François-du-Lac        | 46° 02′ 06″ N, 72° 46′ 22″ O | Drummondville                 | 45° 53′ 23″ N, 72° 33′ 30″ O | 36            |
| Rivière des Vases            | Rivière Nicolet              | Ham-Nord                     | 45° 53′ 12″ N, 71° 41′ 48″ O | Ham-Nord                      | 45° 52′ 54″ N, 71° 35′ 33″ O | 11            |
| Rivière Watopeka             | Rivière Saint-François       | Windsor                      | 45° 33′ 48″ N, 72° 00′ 17″ O | Saint-Camille                 | 45° 37′ 48″ N, 71° 43′ 54″ O | 36            |
| Rivière Willoughby           | Rivière Barton               | Orleans                      | 44° 49′ 03″ N, 72° 12′ 14″ O | comté d'Orleans               | 44° 46′ 41″ N, 72° 04′ 26″ O | 18,6          |
| Rivière Yamachiche           | Lac Saint-Pierre             | Yamachiche                   | 46° 15′ 28″ N, 72° 49′ 04″ O | Lac-Brome                     | 46° 33′ 26″ N, 72° 56′ 50″ O | 70            |
| Rivière Yamaska              | Lac Saint-Pierre             | Saint-François-du-Lac        | 46° 06′ 46″ N, 72° 56′ 20″ O | Lac-Brome                     | 45° 16′ 35″ N, 72° 30′ 25″ O | 160           |
| Rivière Yamaska Nord         | Rivière Yamaska              | Brigham                      | 45° 17′ 20″ N, 72° 51′ 14″ O | Waterloo                      | 45° 21′ 01″ N, 72° 30′ 58″ O | 44            |
| Rivière Yamaska Sud-Est      | Rivière Yamaska              | Farnham                      | 45° 17′ 11″ N, 72° 55′ 01″ O | Sutton                        | 45° 08′ 23″ N, 72° 35′ 06″ O | 48            |